# Anthony Giddens

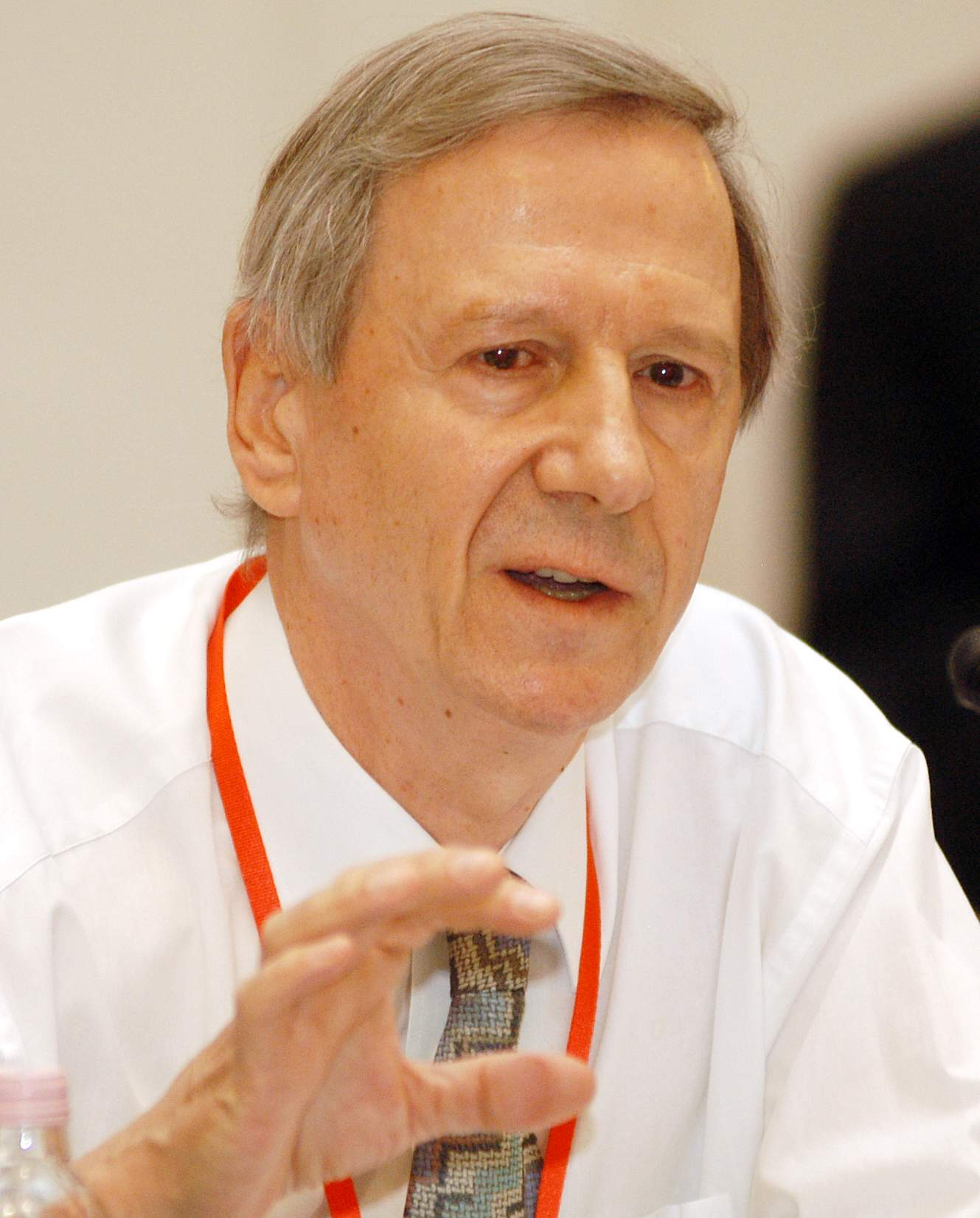
Anthony Giddens ở Budapest Progressive Governance Conference, tháng 10 năm 2004

Nam tước Anthony Giddens (sinh 18 tháng 1 năm 1938) được coi là nhà xã hội học vĩ đại nhất của nước Anh từ sau thời John Maynard Keynes, với góc nhìn cấu trúc (structuralism) và toàn diện (holism). Những đóng góp của ông cho hệ thống lý luận Mác-xít đã tạo chỗ đứng bên cạnh những tên tuổi lớn đương đại như Stuart Hall, Eric Hobsbawm và Jurgen Habemas.

## Tiểu sử
Sinh ra trong một gia đình trung lưu nghèo ở Luân Đôn, cha làm công chức cho sở giao thông, Anthony Giddens là thành viên đầu tiên trong gia đình vào đại học, lấy bằng cử nhân ở Đại học Hull, thạc sĩ ở LSE, và tiến sĩ năm 1974 ở Đại học Cambridge. Có nhiều phát kiến khoa học mới từ giai đoạn nghiên cứu sinh, ông được Norbert Elias giúp xây dựng hệ thống cơ sở lý luận riêng, khởi đầu nghiên cứu xã hội từ góc độ tâm lý, chuyển sang kế thừa và phát triển chủ nghĩa Marx. Hệ tư tưởng của Anthony Giddens trở thành giáo trình cơ sở cho sinh viên ngành xã hội học không chỉ ở các nước nói tiếng Anh. Chính sách "con đường thứ ba" được Thủ tướng Tony Blair ủng hộ và vận động để trở thành xu hướng chính trị quốc tế cho các nước phương Tây, còn riêng ông được chính phủ Anh phong tặng tước hiệu Nam tước và đại diện suốt đời cho Đảng Lao động ở Thượng viện Anh (House of Lords).
Là nhà xã hội học nhiều ảnh hưởng tại Luân Đôn và các nước nói tiếng Anh, tư tưởng hậu Marx (post-Marxism) của Anthony Giddens không đơn thuần là ảnh hưởng mà còn trở thành nền tảng lý luận cho nhiều trường đại học. Nhân sinh quan đối lập (các cặp phạm trù, mâu thuẫn) mà Karl Marx từng đề xướng đang là một trong số bốn phương pháp cơ sở để nghiên cứu xã hội, bên cạnh các nhân sinh quan đồng thuận (consensus), hành động-diễn giải-ý nghĩa (social action, interpretation and meaning) và gần đây là giới tính (ví dụ như feminisim). Đề cao và khuyến khích vận dụng duy vật lịch sử, nhưng Giddens không nghĩ rằng con người có thể dự đoán và điều khiển được tương lai, vì lịch sử phát triển theo quy luật tích lũy kiến thức, và không phải tất cả các lực đẩy kinh tế đều là sức mạnh của giai cấp. Bên cạnh cuộc cách mạng thông tin, Giddens cho rằng Marx còn thiếu cả lý luận về quốc gia dân tộc, hai vấn đề mà những người thời đó không hề nghĩ hoặc biết tới, mà nay Giddens giúp bổ sung với công sức đáng nể, xuất bản vài đầu sách khoa học mỗi năm.
Mở rộng tư duy của Marx cho rằng quyền lực của giai cấp khiến lịch sử xoay chuyển, Giddens phát hiện thấy trong nhiều trường hợp, quyền lực giai cấp (class power) chỉ là một biểu hiện nhỏ của quyền lực kinh tế (economic power) hay quyền lực chính trị (political power), bên cạnh quyền lực quân sự (military power), quyền lực văn hóa (cultural power) và quyền lực tư tưởng (ideological power). Mâu thuẫn giai cấp hiện hữu trong một số hoàn cảnh, nhưng lịch sử còn được vận hành bởi nhiều loại mâu thuẫn khác nhau, phát xuất từ các nguồn quyền lực khác nhau, ví dụ như các vấn dề về sắc tộc, dân tộc, hay môi trường. Tương tự như vậy, quá trình chuyển hóa từ chế độ công xã bộ lạc lên tư bản và rồi xã hội chủ nghĩa chỉ là quy luật của một loại xã hội nhất định nào đó mà thôi, chứ không phải quy luật chung cho cả lịch sử loài người, vốn là một con đường với trình tự thời gian.